# Turégano
Turégano is een gemeente in de Spaanse provincie Segovia in de regio Castilië en León met een oppervlakte van 70,77 km². Turégano telt 1.031 inwoners (1 januari 2016).